# Murphy's Law (serie televisiva 1988)
Murphy's Law  è una serie televisiva statunitense in 13 episodi trasmessi per la prima volta nel corso di una sola stagione dal 1988 al 1989.
La serie fu cancellata nel corso della prima televisiva dopo 12 episodi (l'ultimo, il tredicesimo, non fu mandato in onda).

## Trama
Daedelus Patrick Murphy è un investigatore assicurativo anti-frode che lavora per la First Fidelity Insurance con metodi inusuali. La sua compagna di stanza è la modella Kimiko Fannuchi, per metà di origine italiana, per l'altra di origini orientali.

## Personaggi e interpreti
- Daedalus Patrick Murphy, interpretato da George Segal.
- Kimiko Fannuchi, interpretato da Maggie Han.
- Wesley Harden, interpretato da Josh Mostel.
- Kathleen Danforth, interpretato da Sarah Sawatsky.
- Victor Beaudine, interpretato da Charles Rocket.
- Marissa Danforth, interpretato da Kim Lankford.
- Ed, interpretato da Serge Houde.

## Produzione
La serie fu prodotta da Braun Entertainment Group.

### Registi
Tra i registi sono accreditati:
- Bill Bixby
- Lee David Zlotoff
- Bruce Seth Green

### Sceneggiatori
Tra gli sceneggiatori sono accreditati:
- Lee Goldberg in 10 episodi (1988-1989)
- William Rabkin in 10 episodi (1988-1989)
- Lee David Zlotoff in un episodio (1988)
- John Forte
- Warren Murphy

## Distribuzione
La serie fu trasmessa negli Stati Uniti dal 2 novembre 1988 al 18 marzo 1989  sulla rete televisiva ABC. In Italia è stata trasmessa con il titolo Murphy's Law.
Alcune delle uscite internazionali sono state:
- negli Stati Uniti il 2 novembre 1988 (Murphy's Law)
- in Francia il 28 maggio 1989 (Murphy, l'art et la manière d'un privé très spécial)
- nel Regno Unito il 2 aprile 1990
- in Argentina (La ley de Murphy)
- in Italia (Murphy's Law)

## Episodi
| Stagione       | Episodi | Prima TV USA |
| -------------- | ------- | ------------ |
| Prima stagione | 13      | 1988-1989    |